# Wisbyer Straße
Die Wisbyer Straße ist eine Berliner Straße, die die Bornholmer Straße und die Ostseestraße im Zuge der C-Ringtrasse verbindet. Sie ist damit Abschnitt des nördlichen Teils in Verlängerung des Berliner Stadtringes und der Seestraße zwischen Schönhauser Allee und Prenzlauer Allee/Prenzlauer Promenade in West-Ost-Richtung. Die Straße liegt im Bezirk Pankow, das gesamte Straßenland und die Südseite gehören zum Ortsteil Prenzlauer Berg, die Grenze zum nördlich liegenden Ortsteil Pankow liegt entlang der Gebäudekante an der Nordseite des Gehwegs und Vorgartengrünstreifens. Die Straße wurde am 23. August 1905 nach der schwedischen Stadt Visby auf der Ostseeinsel Gotland benannt. Sie ist Teil des äußeren Straßenrings des Berliner Bebauungsplans von 1862, der etwas außerhalb des S-Bahn-Ringes liegt.

## Lage

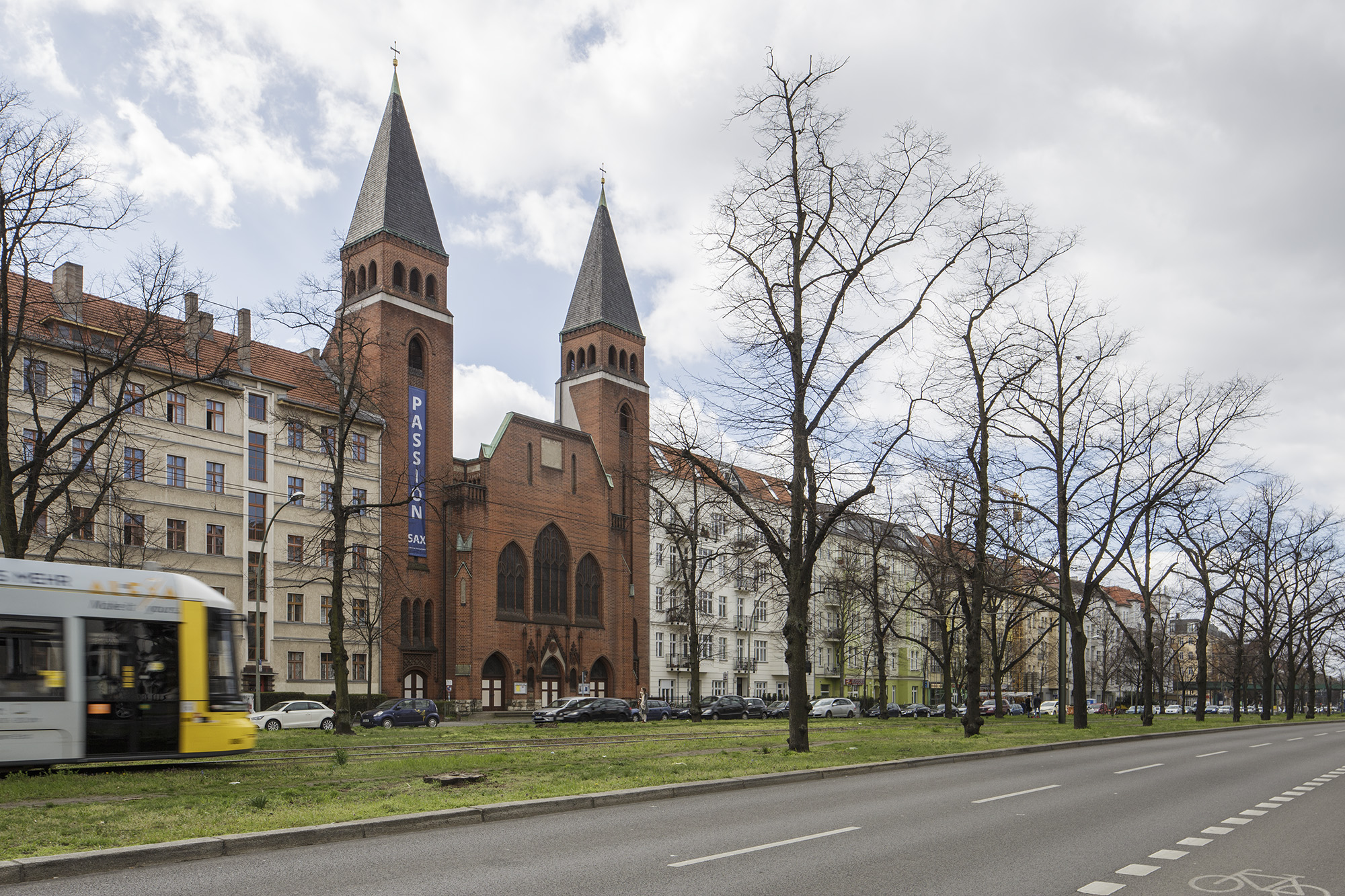
Paul-Gerhardt-Kirche in der Häuserfront

Der westliche Teil der Straße bis an die Greifenhagener Straße wird geprägt durch Altbauten der 1910er Jahre. Die zwischen 1908 und 1910 erbaute und geweihte Paul-Gerhardt-Kirche als markantes Gebäude ist direkt in die Häuserfront eingefügt. Die Kirche ist als Baudenkmal nach dem Entwurf von Gustav Werner im Auftrag des Gemeindekirchenrats Gethsemane Nord gelistet. Östlich der Greifenhagener Straße wird das Straßenbild in Richtung Prenzlauer Allee durch Bebauungen von verschiedenen Wohnungsbaugenossenschaften der 1920er Jahre geprägt. Die Wisbyer Straße besitzt nach wie vor Hufeisennummerierung. Die Zählung der Hausnummern und Grundstücke beginnt an der Schönhauser Allee (Südecke) mit der Nummer 1 und führt zur Hausnummer 31 an der Prenzlauer Allee. Diese Wohnhäuser und das Ärztehaus (16/17, mit Supermarkt) liegen in Prenzlauer Berg. Die Wohngebäude der Nordseite 33 bis 74 gehören zum Ortsteil Pankow. Die Eckbebauung Grundstück 33 an der Prenzlauer Promenade für ein Wohn- und Geschäftshaus mit 10.000 m² und 45 Tiefgaragenstellplätzen wurde 2015–2017 errichtet. Bis 1979 befand sich hier eine Tankstelle und anschließend kleinteilige offene Nutzungen. Die Grundstücke 56, 57, 58 bildeten in der Vergangenheit einen namenlosen Platz und wurden in jüngster Zeit vom Bezirksamt Pankow als Susanne-und-Kurt-Crohn-Platz benannt. Der Platz enthält eine große, von Bäumen umstandene Grünfläche. Auf Grundstück 39 (vormals: Nr. 40 an der Talstraße) steht seit den 2000er Jahren ein Discountermarkt. Obwohl der Bereich zum Kissingenviertel auf Pankower Flur länger unbebaut blieb, spricht die frühzeitige Bebauung der berlinnahen Pankower Nordseite (Pankow-Süd) der Straße für die unterschiedlichen Grundstückspreise im Randgebiet der Reichshauptstadt und der anschließenden bebauungsfähigen Ackerfläche einer Landgemeinde des Landkreises Niederbarnim, zu dem Pankow bis 1920 gehörte.
Als Teil des nördlichen Stadtrings verläuft die Wisbyer Straße von der Schönhauser Allee für 870 Meter etwas nach Süden gerichtet (5° auf die Richtung der Bornholmer Straße bezogen) und besitzt einen weiteren leichten Knick an der Tal-/Gudvanger Straße (ostwärts gesehen etwa 20° nach Süden), dessen Richtung in der Ostseestraße unverändert aufgenommen wird. Die Gebäude in Prenzlauer Berg gehören zum Postleitzahlbereich 10439, die Pankower zu 13189. Die Kreuzung Schönhauser Allee und Wisbyer/Bornholmer Straße ist ein Berliner Unfallschwerpunkt. Die Kreuzung wird von einem Hochbahnbauwerk der Linie U2 überbrückt.

## Geschichte
Der Straßenzug der (späteren) Wisbyer Straße ist erstmals in der Übersichtskarte des Bebauungsplanes der Umgebungen Berlins vom 25. April 1862 dargestellt. Im oberen Teil der Karte ist die gerade Trasse zwischen Platz H (Wedding) und dem Chausseehaus an der Straße nach Weißensee zu bemerken – durch Gesundbrunnen hindurch. Der späteren Straße entspricht der Abschnitt an der Chaussee nach Pankow und der Chaussee nach Heinersdorf wenig südlich des Abzweigs nach Französisch-Buchholz. Am späteren Straßenknick in Höhe der Talstraße wird der Eschengraben überquert. In Höhe der Schönhauser Allee (Pankower Chaussee) sind Gärten und eine Windmühle eingezeichnet. Nach Norden führt ein Weg, der der Neumannstraße entspricht. Nach Süden sind die Straßen 18, 21, 15 trassiert. Im Straube-Plan von 1893 ist die Straße 1 der Abteilung XI aufgenommen. Die Weichteilgrenze Berlins liegt zwischen Prenzlauer und Pappelallee im Straßenlauf und weicht zur Schönhauser Allee 150 Meter nach Norden. Der Eschengraben liegt auf der Projektion der Talstraße. Bebauung besteht an der Südostecke zur Schönhauser Allee und mit der Nummer 53 an der Südostecke der Pappelallee (→ Stahlheimer Straße). Im Adressbuch 1896 ist für die im Norden der Pappelallee querliegende Weichbildgrenze das Wohnhaus 53 genannt, und an der Westseite liegen Baustellen auf 54–84, ebenfalls im Eigentum der C. Griebenow. Die Karte von 1899 zeigt noch die unbenannte und unbebaute Straßentrasse.
Die Wisbyer Straße ist Teil des Nordischen Viertels, das sich östlich des S-Bahnhofs Bornholmer Straße erstreckt und in dem viele Straßennamen Bezug zu Skandinavien und dem Ostseeraum haben. Das Viertel entstand durch die von Berlin nordwärts fortschreitende Bebauung zur Weichbildgrenze in Richtung der Landgemeinde Pankow. Auf dem Plan von 1906 ist die Wisbyer Straße in der heute noch bestehenden Trasse zu erkennen. Die Trennung zwischen Berlin und Pankower Flur ist durch die Weichbildgrenze markiert. Im Pankower Teil sind die Bebauungspläne bis an die Neumannstraße und im südlichen Berliner Bereich Bebauungen im Karree Kugler- bis Greifenhagener Straße und das Grundstück an der Ostseite der Pappelallee aufgenommen. Der östliche Bereich an der Wisbyer Straße ist noch Freifläche, ebenso zur (erst 1913 benannten) Ostseestraße mit den projektierten trassierten Straßenzügen Berlins aufgenommen. Das Weißenseer Gebiet außerhalb der Reichshauptstadt ist ausgebaut.
Nach der Widmung der Wisbyer Straße im Jahr 1905 ist sie im Adressbuch 1906 erstmals aufgenommen. Die Lage ist mit Schönhauser Allee, Greifenhagener Straße bis Pappelallee und zurück zur Schönhauser Allee aufgenommen. Neubauten (ohne Mieter) sind bereits auf Grundstück 1–4 und 6 sowie gegenüber zur Ecke Schönhauser Allee (unnummerierter Neubau) aufgenommen. Auf Grundstück 5, zwischen Greifenhagener Straße und Pappelallee sowie an der Nordseite von Pappelallee bis an den nördlichen Neubau, sind Baustellen aufgenommen, die alle im Eigentum der Griebenowschen Erben stehen. Als namensgebend wird die „Hauptstadt der Insel Gothland“ genannt. Die Straße gehörte zum Postbezirk N 58, zuständiges Amtsgericht war Berlin-Wedding. Anzumerken ist, dass der nördliche Teil der Pappelallee am 15. September 1906 in Stahlheimer Straße benannt wurde.
Im Adressbuch 1910 gehört die Wisbyer Straße (in der Schreibung Wisbyerstraße) zum Postbezirk N 113, und die Grundstücke 32–58 gehören zu Pankow. Die südlichen Seitenstraßen sind Schönhauser Allee (1), Greifenhagener Straße (14), Straße 18c (16), Scherenbergstraße (18), Straße 18d (20), Stahlheimer Straße (22), Straße 18e (24), Lychener Straße (26), Straße 14d (28), Straße 14 (30), Prenzlauer Allee (31). Die nördlichen Seitenstraßen ab Schönhauser Allee (74) sind Trelleborger (65), Baumbach- (58), Kurze (-), Neumann- (-), Talstraße (-), und den Abschluss bildet die Uckermarkstraße (seit 1912: Prenzlauer Promenade). Die Wohnhäuser 1–6 (fünfgeschossige Mietshäuser mit Seitenflügeln) sind von je 22 bis 32 Mietern bewohnt, 7 ist (durchgehend zur Kuglerstraße) der Neubau der Paul-Gerhardt-Kirche, 8–12 sind Baustellen, 13 ist ein Mietshaus mit der Greifenhagener Straße 50. Es folgen Baustellen, das Haus 21 gehört der Deutschen Bank. An der Nordseite liegen 2–58 in Pankow (Prenzlauer Allee bis Behnsenstraße) sie sind unbebaut. Zwischen Trelleborger Straße und Schönhauser Allee sind 66 und 67 Baustellen, und 68–74 sind fünfgeschossige Mietshäuser aus Vorderhaus und zwei Seitenflügeln (27 Mieter, teilweise Ladenwohnung im Erdgeschoss des Vorderhauses) um den Innenhof mit den an der Schonenschen Straße liegenden (spiegelsymmetrischen Wohngebäuden).

## Straßensystem

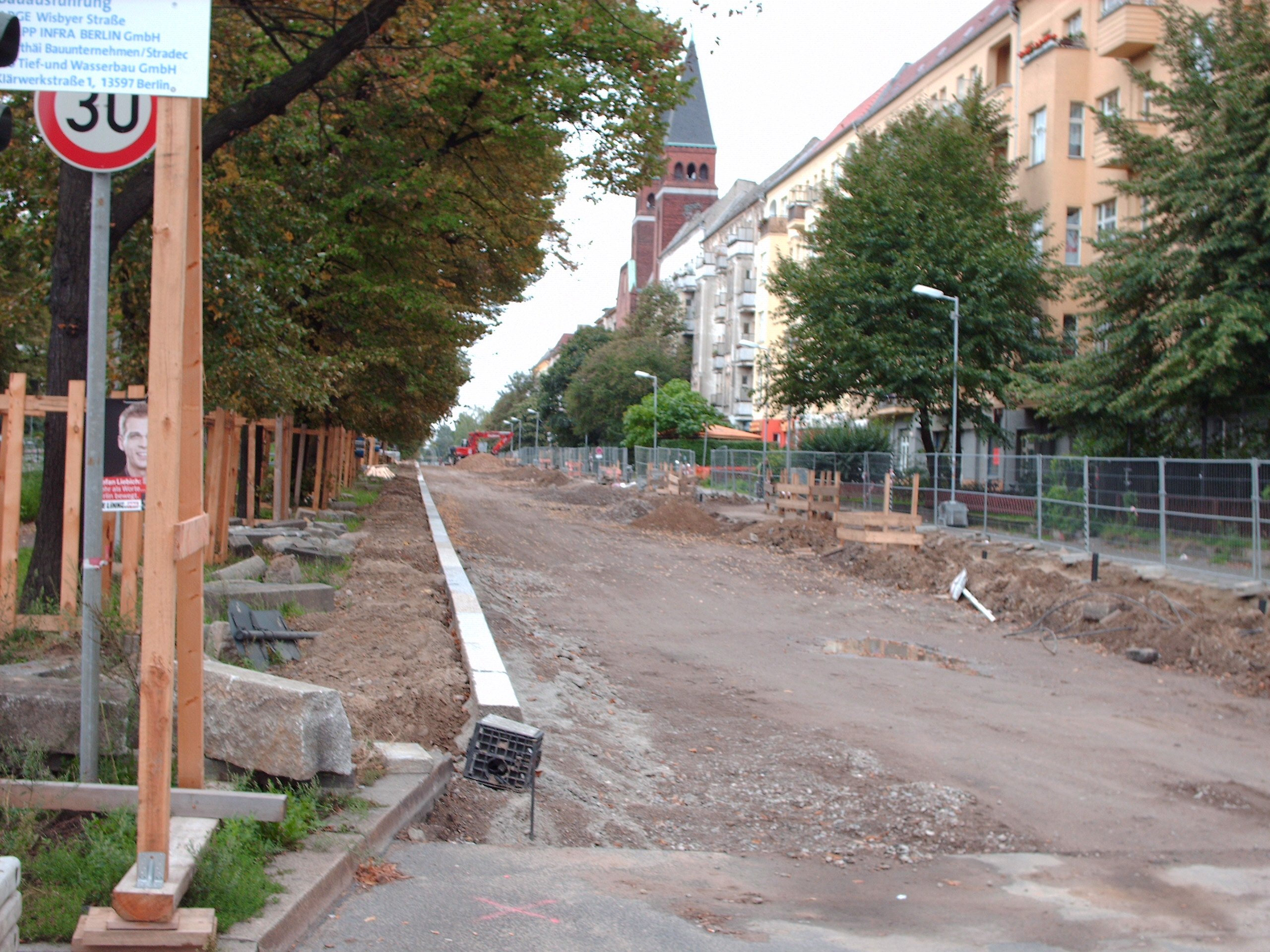
September 2006: Kompletterneuerung (hier der südlichen Fahrbahn der Wisbyer Straße Ecke Schönhauser Allee)

Im Berliner Straßenverzeichnis ist die Wisbyer Straße unter der Nummer 43588 aufgenommen. Entsprechend der Lage im Ringsystem gehört sie mit 1110 Meter in Kategorie II zu den übergeordneten Straßenverbindungen. Zudem sind unter dem Namen 90 Meter nicht kategorisiert (StEP-Klasse V) und nach OKSTRA als „F“ (Fußweg) eingestuft. Die Wisbyer Straße besitzt durchgehend zwei getrennte Richtungsfahrbahnen von zehn Metern Breite, die durch einen 23 Meter breiten Grünstreifen mit Randbäumen getrennt sind. Dieser Mittelstreifen ist an drei Stellen für den Querverkehr unterbrochen. Die Fahrbahnen sind mit zwei Fahrstreifen, einem Radweg und am Rand einer Parkspur markiert. Die fünf Meter breiten Gehwege besitzen am Straßenrand einen durchgehenden Grünstreifen. Für Fußgänger bestehen sieben Überwege.
Bei Straßenbaumaßnahmen wurde seit 2006 der Straßenbelag mit Kopfsteinpflaster durch Asphalt ersetzt. Dabei wurden beidseitig Radwege angelegt. Dadurch hat sich die Situation auf der sehr stark befahrenen West-Ost-Straße gebessert und bietet den Anwohnern mehr Schutz vor Lärmbelästigung, den Radfahrern eine gute Verkehrsanbindung. Für sechs Millionen Euro wurden in den Jahren 2006–2008 die Fahrbahn und der Gehweg komplett erneuert.

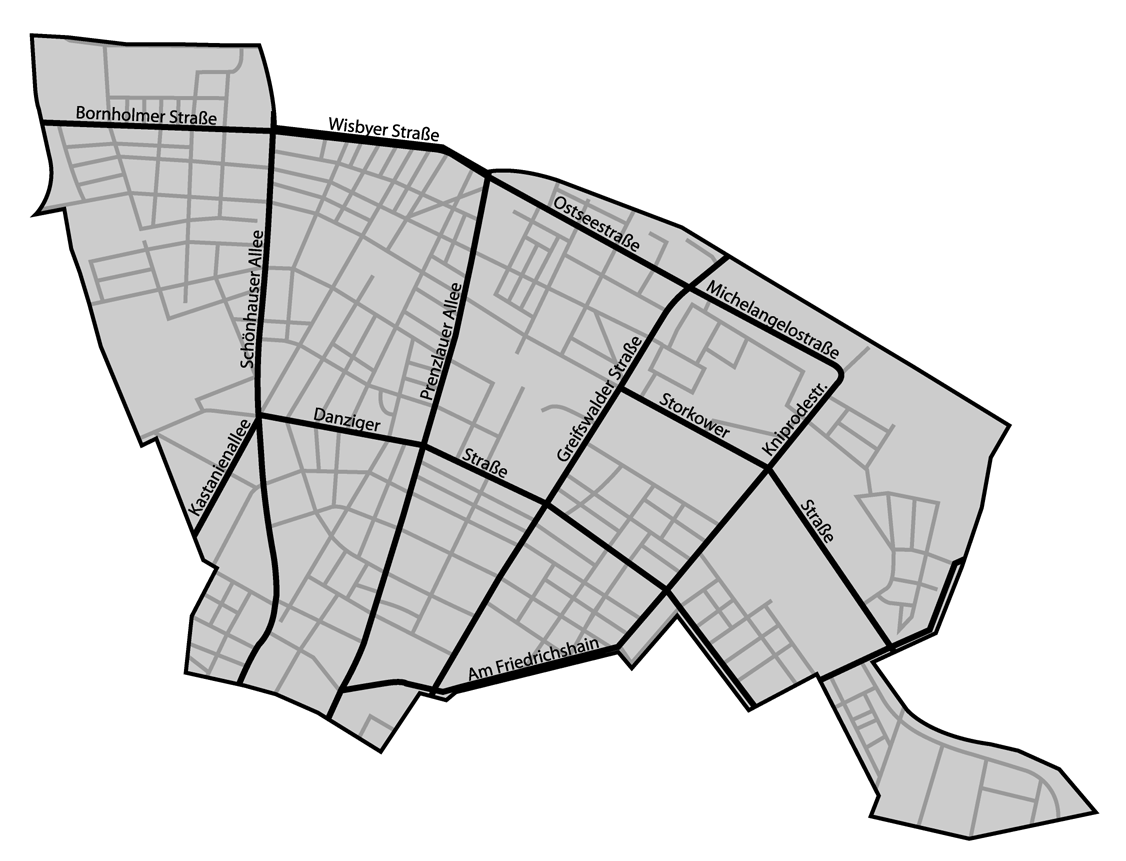
Lage in Prenzlauer Berg

Die folgende Ausführung der seitlich abgehenden Straßen beginnt an der Schönhauser Allee, zur Orientierung sind in Klammern die Grundstücksnummern gesetzt, auf denen die jeweilige Straße abzweigt.
Nördlich gelegene Straßen gehören zum Ortsteil Pankow.
- Trelleborger Straße (65/66)
- Baumbachstraße (58/59)
- Kurze Straße (55/56)
- Neumannstraße (50/51)
- Max-Koska-Straße (42/43, an der Ausfahrt liegen die Wohnhäuser Wisbyer Straße 44, 44a und 45–47)
- Talstraße (38–41)

Südlich gelegene Straßen gehören zum Ortsteil Prenzlauer Berg.
- Greifenhagener Straße (13/14)
- Lewaldstraße (15/16)
- Scherenbergstraße (17/18, die Eckbebauung gehört zur Seitenstraße)
- Glaßbrennerstraße (19/20, die Eckbebauung gehört zur Seitenstraße)
- Stahlheimer Straße (21/22, die Eckbebauung gehört zur Seitenstraße)
- Varnhagenstraße (23/24)
- Gudvanger Straße (25/26)
- Dunckerstraße (29/30)

## Bebauung, Bau- und Gartendenkmäler
Im Ringstraßensystem des Hobrechtplans war die Trasse bereits vor 1890 vorgesehen. Mit der Planung der Bebauung war im umgesetzten Verlauf die Straße 31 der Abt. XII des Bebauungsplans trassiert worden. Die Straße wurde zunächst von der Schönhauser Allee ab bebaut. Im Jahr 1928 standen Wohnhäuser auf den Grundstücken 68–74 in geschlossener Karreebebauung in Richtung Schonensche Straße. Bebaut waren auch 56/57, 58, 51/52 (Westecke Neumannstraße) sowie vom Beamten-Wohnungs-Verein 43/44, (Max-Koska-Straße) 41/42 (zur Talstraße). 1933 waren die Südseite vollständig (ausgenommen 16/17) und die Nordseite von der Talstraße westwärts mit Wohngebäuden bebaut. Bis zur Begradigung zahlreicher Berliner Bezirksgrenzen im Jahr 1938 gehörten die Wohnhäuser an der Nordseite bis an die Schonensche Straße zwischen Baumbachstraße und Schönhauser Allee zum Bezirk Prenzlauer Berg.

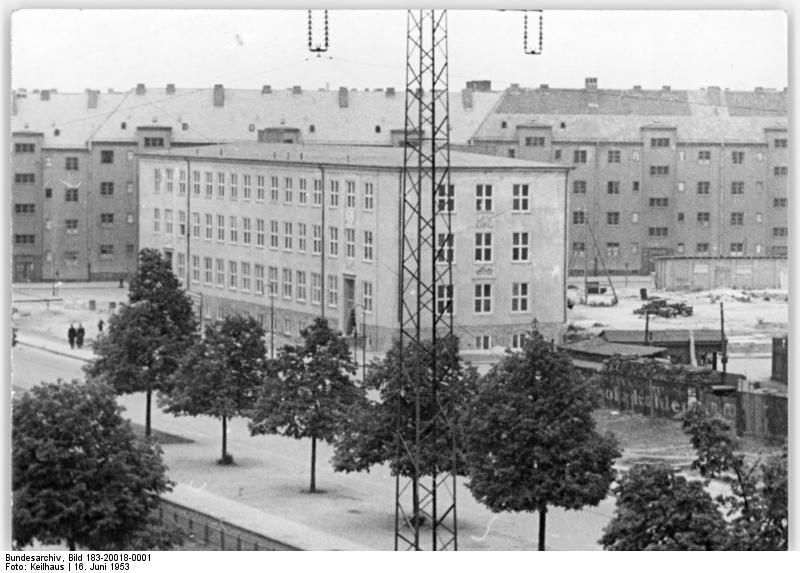
Poliklinik Wisbyer Straße, 16. Juni 1953

In der Wisbyer Straße befinden sich einige Gaststätten, und in Erdgeschossen der Wohnhäuser bestehen Gewerbe- und Handelseinrichtungen Neben den Wohnhäusern 18–31 der DEGEWO (Komplex Kuglerstraße) an der Südseite stehen die Gebäude im Eigentum verschiedener Immobiliengesellschaften und von Privateigentümern. Das Ärztehaus ist Eigentum der „Berlinovo Immobilien Gesellschaft mbH“ und wurde bis 1990 als Poliklinik von der Kommunalen Wohnungsverwaltung Prenzlauer Berg betrieben. Durch die gute Verkehrsanbindung bestehen Bestrebungen, geeignete Mietshäuser zu Eigentumswohnung umzuwidmen, so an der Wisbyer Straße 6.

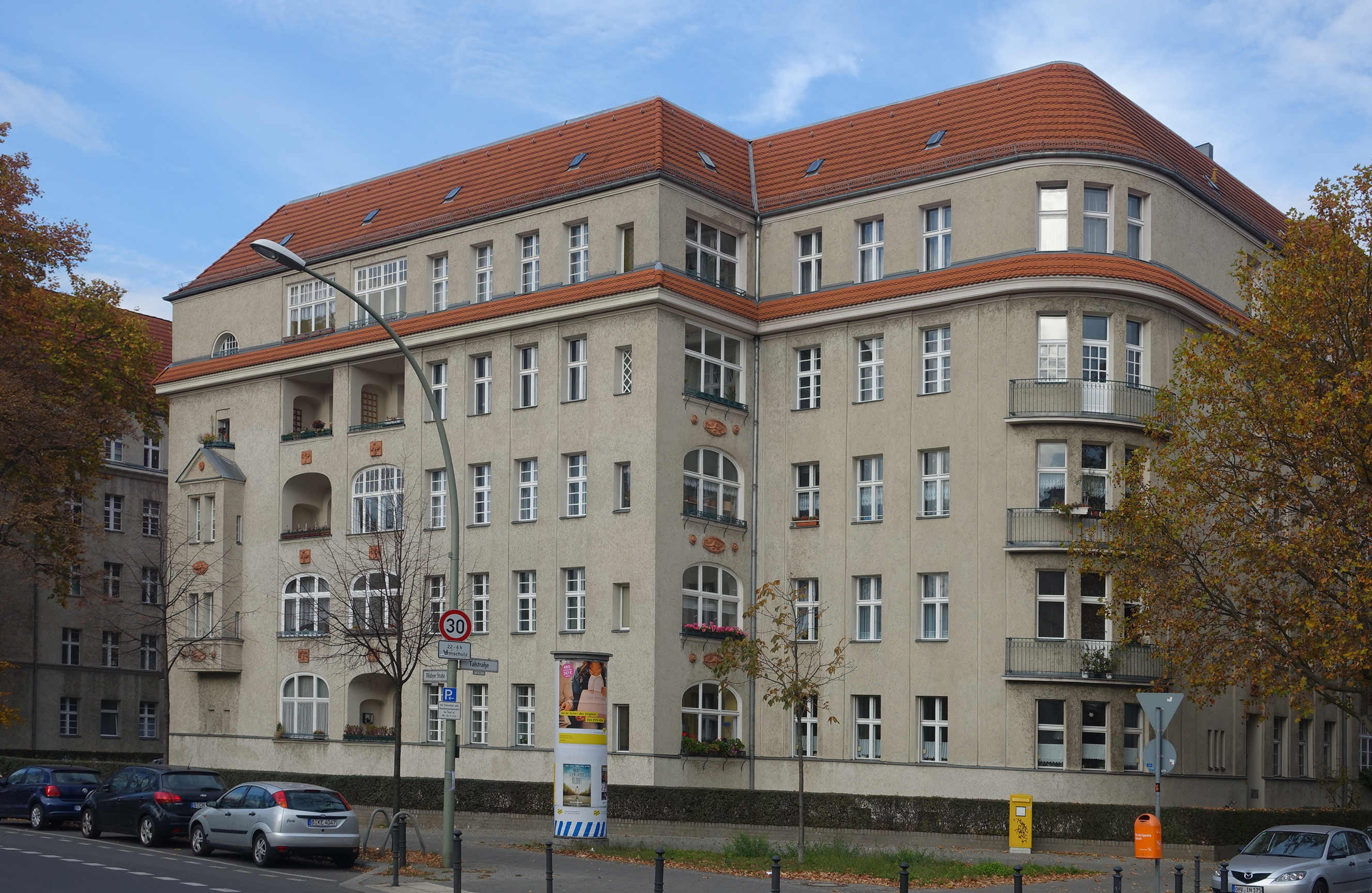
Bauensemble Wisbyer Straße 41–44a

Verschiedene Bauten der Wisbyer Straße sind in die Berliner Denkmalliste aufgenommen. Dazu gehören der Gartenhof Wisbyer Straße 43/44 des Lehrerinnen-Bau- und Sparvereins von 1910 als Gartendenkmal, die Wohnanlage und ein Lehrerinnenheim Wisbyer Straße 41–44a mit der umgebenden Wohnanlage und die anschließende Wohnanlage Wisbyer Straße 45–50 von 1928–1930. Zum Ensemble Kuglerstraße gehören Wisbyer Straße 18–31 mit gesondert genannten Ensembleteilen der Jahre 1928 und 1929/1930. Bauherr war die DEGEWO für die Philipp Holzmann AG, die Entwürfe unterschiedlicher Architekten umsetzte. Auf der Nordseite ist die Wohnanlage Wisbyer Straße 59–65 aufgenommen, erbaut 1929 nach einem Entwurf des Architekten Johannes Tenne durch die Baufirma Richter und Schädel und im Auftrag der Hausbau- und Verwaltungsgesellschaft Wisbyer Straße mbH. Im Adressbuch 1910 ist die Baugesellschaft der Häuser 68/70 schon als in Liquidation gegangen genannt.

## Straßenbahn und Besonderheiten

Straßenbahnzug der Linie 3 an der Weißenseer Spitze (Wisbyer Straße Ecke Prenzlauer Allee), 1965

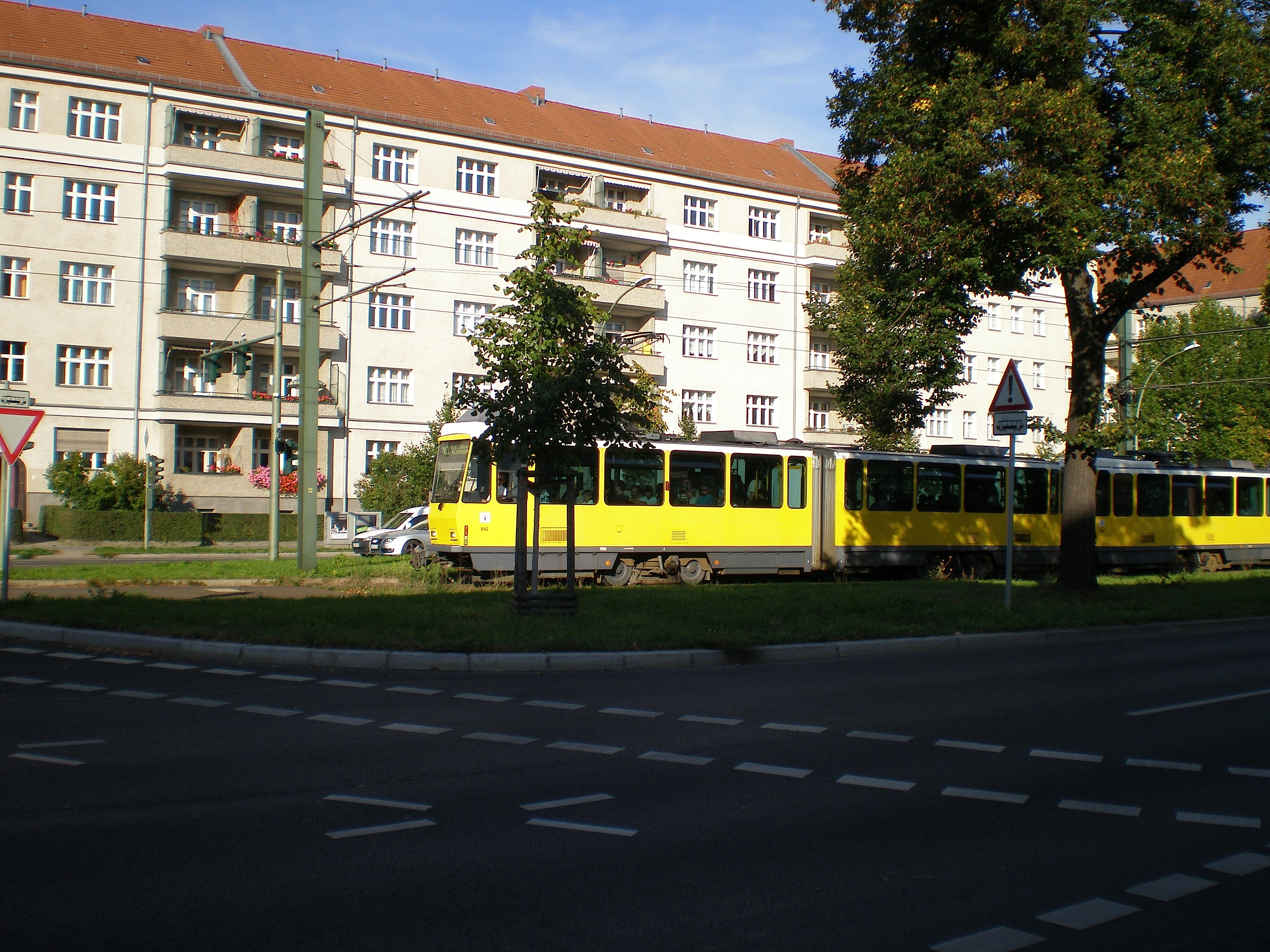
Straßenbahnzug der Linie M13 in Höhe Kreuzung Stahlheimer Straße, 2011

Auf dem Mittelstreifen liegen in gesamter Länge mittig zwei Straßenbahngleise. Zudem gibt es an der Schönhauser Allee, der Stahlheimer Straße und der Prenzlauer Allee drei Haltestellen. Die Wisbyer Straße wird in der gesamten Länge von der Straßenbahnlinie M13 befahren. Diese ermöglicht über die Bornholmer Straße den S-Bahn-Anschluss am Bahnhof Bornholmer Straße. Die Straßenbahnlinie 12, die zwischen Prenzlauer Promenade und Stahlheimer Straße die Wisbyer Straße befährt, ermöglicht den Anschluss an das U-Bahn-Netz am U-Bahnhof Eberswalder Straße.
Die durch die Stahlheimer Straße zur Pappelallee führende Straßenbahnführung verlief bis 1966 von der Kreuzung Wisbyer/Ostseestraße die Prenzlauer Allee einige Meter weiter nach Süden und wurde durch die Krügerstraße südöstlich um den Humannplatz, die Gudvanger und Wichertstraße zur Stahlheimer Straße geführt.
Die Wohnanlage Wisbyer Straße 26/27a und 28/29 (Dunckerstraße 46–51, Krügerstraße 13–19, Kuglerstraße 85, 81–77, Gudvangerstraße 30–52) ist durch einen Durchgang mit den fünfgeschossigen Zehnparteien-Wohnhäusern Wisbyer Straße 27b–27f und im Süden den symmetrisch gestalteten Zeilenbauten Kuglerstraße 83a–83h unterteilt. Auf dem Silva-Plan von 1937 und den Stadtplänen der 1950er und 1960er Jahre ist dieser Verlauf als Gräbstraße eingezeichnet. Da es sich um eine Privatstraße der Gemeinnützigen Siedlungs- und Wohnungsbau Gesellschaft Berlin m.b.H. handelte, ist im Adressbuch 1943 (und den vorhergehenden) ein entsprechender Straßenname nicht verzeichnet. Diese Straße, die den weiter westlich angelegten Blockstrukturen entsprach, wurde zu einem Durchgang umgestaltet. Hier besteht von der Wisbyer wie auch der Kuglerstraße entlang der Häuser ein 75 Meter langer Zugang mit einer mittigen Grünanlage und an jeder Seite eine drei Meter breite Fahrbahn mit einem 1,5 Meter breiten Gehweg. Zentral befindet sich eine Sitzgruppe auf der 5000 m² großen Grünfläche, die in die vier Innenhöfe der gesamten Wohnanlage übergeht.
Die Bäume auf dem Mittelstreifen der Wisbyer Straße wurden 2008 (nach der Grundsanierung) im Ergebnis des Kunstwettbewerbs des Kulturwerks des bbk berlin mit weißen Blattsymbolen nach der Idee von Josefine Günschel verschönert. Die Kosten betrugen 30.000 Euro, das ausgelobte Entwurfshonorar lag bei 1.200 Euro.
An der Nordseite der Wisbyer Straße befindet sich auf dem Karree Kurze/Schonensche/Baumbachstraße eine Grünfläche von 5350 m² mit Bäumen. Die Grundstücke Wisbyer Straße 56–58 sind unbebaut. Auf diesen Grundstücken standen in den 1920er Jahren Wohnhäuser. Im Adressbuch 1943 ist an der Kurzen Straße noch das Mietshaus 56/57 und das Mietshaus 58 zur Baumbachstraße aufgenommen. Die Gebäude bildeten an der Wisbyer Straße die Straßenfront und erstreckten sich als Eckbebauung mit innen aneinanderliegenden Seitenflügeln 30 Meter in die Seitenstraßen. Die durch Bomben im Zweiten Weltkrieg zerstörten Wohnhäuser fehlen und bilden eine Baulücke, die nicht wieder bebaut wurde.
Als die Grenzübergangsstelle Bornholmer Straße am Abend des Mauerfalls am 9. November 1989 als erste für DDR-Bürger für den Übergang nach West-Berlin freigegeben wurde, entstand ein Fahrzeugstau, der kilometerweit durch die Wisbyer Straße bis in die Ostseestraße reichte.